# Chronologie du combiné nordique
Cette page reprend, dans l'ordre chronologique, les grandes étapes de l'histoire du combiné nordique.

## XIXesiècle

### Années 1870

#### 1879: lesHusebyrennet

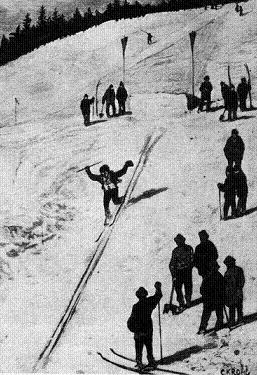
Dessin de Christian Krohg montrant le premier Husebyrennet en 1879

C'est en 1879 qu'à Ullern, près d'Oslo (Norvège), que sont créées les Husebyrennet. Cette compétition annuelle de ski nordique, qui se tint jusqu'en 1891, proposait des épreuves de saut à ski, de ski de fond et de combiné nordique. Ce sont là les premières compétitions officielles et régulières de combiné nordique.

### Années 1890

#### 1892: le festival de ski d'Holmenkollen
En 1892 est créé le festival de ski d'Holmenkollen. Il se déroule sur la colline de Holmenkollen, près d'Oslo. Ses compétitions, qui remplacent les Husebyrennet, proposent également des épreuves de différentes disciplines de ski nordique. Elles ont toujours lieu de nos jours.

## XXesiècle

### Années 1900

#### 1900: le premier championnat national, celui d'Allemagne
En 1900 est créé le Championnat d'Allemagne de combiné nordique. C'est le premier championnat national de combiné.

#### 1905: le Championnat de Suisse
La première édition du Championnat de Suisse eut lieu en 1905 à Glarus (en français Glaris). Le titre de champion de Suisse de ski y fut décerné, mais ses résultats étaient fondés sur la combinaison de résultats en ski de fond et en saut à skis : il s'agissait donc de combiné nordique.
À partir de 1934, l'attribution de ce titre fut fondée sur la combinaison de résultats en descente et en slalom.
Ce n'est qu'en 1943 qu'un titre national helvétique fut à nouveau décerné pour le combiné nordique, avec la création du championnat de Suisse de combiné.

#### 1907: le Championnat de France
Le Championnat de France de ski fut créé en 1907 ; sa première édition eut lieu à Montgenèvre. Ses résultats étaient fondés sur la combinaison de résultats en ski de fond et en saut à skis : il s'agissait donc de combiné nordique.
De 1933 à 1942, le titre de Champion de France de ski était attribué selon la combinaison de résultats de ski de fond, de saut à skis et de différentes disciplines du ski alpin.
Ce n'est qu'après-guerre, à partir de 1945 que fut attribué le titre spécifique de Champion de France de combiné.

#### 1909: les championnats de Finlande, d'Italie et de Norvège
En 1909 sont créés trois nouveaux championnats nationaux de combiné : ceux de Finlande, d'Italie et de Norvège.

### Années 1910

#### 1910: le Championnat de Suède
En 1910 a lieu la première édition du Championnat de Suède.

### Années 1920

#### 1920: le Championnat de Pologne
Le Championnat de Pologne de combiné a été créé en 1920.

#### 1923: les Jeux du ski de Lahti
En 1923 sont créés à Lahti (Finlande), les Jeux du ski de Lahti, qui reprennent la formule de ceux de Holmenkollen. Ces compétitions annuelles ont toujours lieu de nos jours.

#### 1924: les premiers Jeux olympiques d'hiver
Les premiers Jeux olympiques d'hiver eurent lieu à Chamonix-Mont-Blanc, en France, du 24 janvier au 5 février 1924. Ils comprenaient une compétition de combiné.

#### 1925: les Championnats du monde
Les premiers Championnats du monde furent organisés à Johannisbad (actuellement Janské Lázně, en République tchèque) du 4 février au 14 février 1925. Ils comprenaient une compétition de combiné.

#### 1929: le Championnat du Japon
La première édition du Championnat du Japon a eu lieu en 1929.

### Années 1930

#### 1932: le Championnat des États-Unis d'Amérique
Le Championnat des États-Unis de combiné nordique a été créé en 1932.

#### 1935: le Championnat d'Estonie
Le Championnat d'Estonie de combiné nordique a été créé en 1935.

#### 1938: le Championnat d'Islande
Le Championnat d'Islande de combiné nordique a été créé en 1938.

### Années 1940

#### 1947: les Jeux du ski de Suède
Les Jeux du ski de Suède ont été créés en 1947 et se déroulent annuellement depuis lors. S'y déroulent des compétitions de saut, de fond et de combiné.

### Années 1950

#### 1953: les Deaflympics d'hiver
Le combiné est une discipline olympique des Deaflympics d'hiver de 1953 à Oslo. Il sera de nouveau présent aux Deaflympics d'hiver en 1955 à Oberammergau, puis disparaîtra de la liste des épreuves de cette manifestation sportive.

### Années 1960

#### 1960: première Universiade d'hiver
La 1re édition de l’Universiade d'hiver, compétition internationale universitaire multi-sports, s’est déroulée du 28 février au 8 mars 1960 1960 à Chamonix, en France. Elle comprenait une compétition de combiné. Au total, 145 athlètes issus de 16 nations ont pris part aux différentes épreuves réparties dans 5 sports.

#### 1967: la Coupe de la Forêt-noire
C'est en 1967 qu'est créée à Schonach im Schwarzwald (Allemagne) l'Internationale Skiwettkämpfe Schonach/Neukirch, qui deviendra deux ans plus tard la Coupe de la Forêt-noire (Schwarzwaldpokal en allemand). Cette compétition annuelle deviendra l'une des étapes de la future Coupe du monde.

#### 1968: les Championnats du monde junior
En 1968 sont créés les Championnats du monde junior, qui se déroulent annuellement pendant les Championnats du monde junior de ski nordique.

### Années 1970

#### 1977: la Coupe OPA
En 1977 l'Organisation des fédérations de ski des pays alpins (OPA) crée la Coupe OPA, qui est dévolue aux jeunes coureurs.

### Années 1980

#### 1983: création de la Coupe du monde
C'est en 1983 qu'est créée la Coupe du monde. La première épreuve de la Coupe du monde 1984 a lieu à Seefeld, en Autriche, le 17 décembre 1983 ; fait exceptionnel, cette toute première épreuve donne lieu à un ex æquo.

#### 1986: les Jeux nordiques de l'OPA
En 1986 l'Organisation des fédérations de ski des pays alpins (OPA) crée les Jeux nordiques de l'OPA, une compétition annuelle destinée aux jeunes skieurs dont la première édition a lieu en Autriche, à Ferlach. S'y déroulent durant deux jours des compétitions de ski de fond, de saut à skis et de combiné.

### Années 1990

#### 1990: la Coupe du monde B
La Coupe du monde B est créée en 1990. La première épreuve de la Coupe du monde B 1991 a lieu à Planica, alors en Yougoslavie, le 16 décembre 1990.

#### 1994: le Championnat de Slovénie
Le championnat de Slovénie de combiné nordique a été créé en 1994.

#### 1995: le Grand Prix d'été
Officiellement créé en 1998, le Grand Prix d'été de combiné nordique voit en fait le jour en 1995. Cette compétition annuelle se déroule en plusieurs étapes, essentiellement en Allemagne et Autriche.

## XXIesiècle

### Années 2000

#### 2001: le Grand Prix d'Allemagne
La première épreuve du Grand Prix d'Allemagne a lieu le 29 décembre 2001. Cette compétition se déroule annuellement, sur trois épreuves consécutives de la coupe du monde, mais donne lieu à un classement à part. Six éditions de cette compétition auront lieu, de 2002 à 2007.

#### 2002: leNordic Tournament
Le Nordic Tournament (de) est une compétition annuelle n'aura lieu que deux fois, en 2001 et 2002. Il se déroule en Norvège et Finlande, en parallèle avec la compétition de saut du même nom.

#### 2008: remplacement de la Coupe du monde B par la Coupe continentale
La dernière édition de la Coupe du monde B est celle de 2008.
Cette compétition change de nom : la Coupe continentale la remplace. La première épreuve de la Coupe continentale 2009 a lieu le 13 décembre 2008 à Park City, aux États-Unis d'Amérique.

### Années 2010

#### 2014: les Trois Jours du combiné nordique, le combiné féminin

##### Les Trois Jours du combiné nordique
En 2014 sont créés les Trois Jours du combiné, qui se déroulent à Seefeld, en Autriche. Leur formule est analogue à celle du Tour de Ski ou de la Tournée des quatre tremplins - ou aux anciennes compétitions de combiné qu'étaient le Grand Prix d'Allemagne ou le Nordic Tournament. Cette compétition, interne à la Coupe du monde, vise à concentrer l'attention médiatique durant une brève période sur le combiné.

##### Combiné féminin
Le 28 août 2014, à Oberstdorf, le Grand Prix d'été donne lieu à une compétition junior qui comprend des épreuves féminines. Ce sont les premières épreuves féminines internationales jamais organisées. 9 pays et 40 compétitrices y participaient.
Par ailleurs, le Championnat des États-Unis comprend désormais un classement féminin, tout comme les championnats canadien et japonais.

#### 2018: Coupe continentale féminine, Grand Prix d'été féminin

##### Coupe continentale féminine
La toute première Coupe continentale féminine de combiné nordique se déroule dans la saison 2017-2018, avec une première épreuve disputée le 20 janvier 2018 à Rena (Norvège).

##### Grand Prix d'été féminin
Pour la première fois, des épreuves féminines sont organisées lors du Grand Prix d'été.

#### 2019: premières épreuves féminines aux Championnats du monde juniors, première épreuve mixte par équipes

##### Épreuves féminines aux Championnats du monde juniors
Le 23 janvier, à Lahti (Finlande), se déroule la toute première course féminine des Championnats du monde juniors. Elle est remportée par la Japonaise Ayane Miyazaki.

##### Première épreuve mixte par équipes
Le 24 août, à Oberwiesenthal (Allemagne), se déroule l'épreuve d'ouverture du Grand Prix d'été, qui est aussi et surtout la toute première épreuve mixte par équipes de l'histoire du combiné.

### Années 2020

#### 2020: Coupe du monde féminine
La toute première Coupe du monde féminine se déroule lors de la saison 2020-2021. La première épreuve se déroule à Ramsau am Dachstein (Autriche), le 18 décembre 2020.